# Lista laureatów konkursu komiksowego na Międzynarodowym Festiwalu Komiksu w Łodzi

## Międzynarodowy konkurs na krótką formę komiksową
Lista laureatów dorocznego konkursu na krótką formę komiksową, który odbywał się podczas Ogólnopolskiego Konwentu Twórców Komiksu, Międzynarodowego Festiwalu Komiksu oraz Międzynarodowego Festiwalu Komiksu i Gier w Łodzi w latach 1991-2021. Do konkursu zgłaszane były komiksy o długości od jednej do ośmiu plansz. Laureaci otrzymywali nagrody pieniężne i rzeczowe, zwycięzca również statuetkę Komiksusa. Prace prezentowano na wystawach, wybrane trafiały do katalogu. W 2022 roku w jego miejsce wprowadzono Konkurs na projekt publikacji komiksowej.

### 1991
1 nagroda – Robert Waga
2 nagroda – Przemysław Truściński
3 nagroda – Jarosław Wróbel
Wyróżnienie za najlepszą planszę w kolorze – Jarosław Wróbel
Wyróżnienie za najlepszą plansze czarno – białą – Przemysław Truściński
Wyróżnienie za najlepszy scenariusz – Andrzej Łaski
Wyróżnienie za najbardziej oryginalny pomysł – Przemysław Truściński

### 1992
Grand Prix – Krzysztof Gawronkiewicz 1969 (adaptacja pamiętników Sławomira Rogowskiego)
1 nagroda – Przemysław Truściński
2 nagroda – Robert Waga
3 nagroda – Sławomir Jezierski
Wyróżnienie za najlepszą planszę w kolorze – Witold Domański
Wyróżnienie za najlepszą plansze czarno – białą – Krzysztof Gawronkiewicz
Wyróżnienie za najlepszy scenariusz – Jan Tomkowski i Tomasz Tomaszewski
Wyróżnienie za oryginalny pomysł – Krzysztof Ciotuch

### 1993
Grand Prix – Przemysław Truściński Piekło
Kategoria „Humor” – Piotr Drzewiecki
Kategoria „Fantastyka” – Przemysław Truściński
Kategoria „Przygoda” – Krzysztof Gawronkiewicz
Kategoria „Komiks dziecięcy” – Jarosław Żukowski
Kategoria „Ekologia” – Dariusz Gorący
Kategoria „Temat dowolny” – Artur Łobuś i Andrzej Czubak
Kategoria „Komiks prasowy” – Dariusz Żejmo
Wyróżnienie za czerń i biel – Krzysztof Gawronkiewicz
Wyróżnienie za kolor – Tomasz Tomaszewski
Wyróżnienie za scenariusz – nie przyznano
Wyróżnienie za nowatorstwo (nagroda dodatkowa jury) – Witold Domański
Jury: Ferdynand Ruszczyc (przewodniczący), Julian Bohdanowicz, Jerzy Treliński, Jakub Wiejacki, Wojciech Birek, Tomasz Marciniak, Kamil Śmiałkowski, Witold Tkaczyk, Robert Waga, Marek Skotarski (sekretarz)

### 1994
Grand Prix – Aleksandra Spanowicz – Miasto nocą
Wyróżnienie za kompozycję – Agnieszka Papis i Tomasz Piorunowski
Wyróżnienie za scenariusz – Piotr Drzewiecki
Wyróżnienie za opracowanie graficzne – Krzysztof Gawronkiewicz i Grzegorz Janusz
Wyróżnienie za pomysł – Jarosław Gach
Wyróżnienie za nowatorstwo – Witold Domański

### 1995
Grand Prix – Agnieszka Papis i Tomasz Piorunowski – Menuet
Wyróżnienia:
Adrian Madej
Maciej Mazur
Sławomir Jezierski
Krzysztof Gawronkiewicz i Grzegorz Janusz
Nagroda w kategorii pastiszu filmowego:
Piotr Drzewiecki – Wielka spluwa
Jury: Wojciech Birek, Andrzej Sapkowski, Karel Saudek (przewodniczący), Jerzy Treliński, Jakub Wiejacki (sekretarz).

### 1996
Grand Prix – Sławomir Jezierski – O skarbie, co obcym się nie dał

### 1997
Grand Prix – Adrian Madej – Krótkie zdarzenie w gwiazdozbiorze

### 1998
Grand Prix – Piotr Kania i Jacek Waliszewski – On, obraz i ona
1 nagroda – Krzysztof Ostrowski
2 nagroda – Olaf Ciszak – Kapitan Lux
3 nagroda – nie przyznano
wyróżnienie za kolor – Piotr Kania
wyróżnienie za czerń i biel – Daniel Grzeszkiewicz
wyróżnienie za scenariusz – Adrian Madej

### 1999
Grand Prix – Tomasz Leśniak i Rafał Skarżycki – Jeż Jerzy
1 nagroda – Benedykt Szneider – Hlidskjalf
2 nagroda – Jacek Frąś – Łęczycki diabeł
3 nagroda – Igor Baranko – Otoczony przez wrogów
wyróżnienie za najlepszą pracę w kolorze – Benedykt Szneider – Hlidskjalf
wyróżnienie za najlepszą pracę czarno-białą – Jerzy Szyłak i Rafał Gosieniecki – Koszula
wyróżnienie za scenariusz zrealizowany – Robert Semik – bez tytułu
wyróżnienie za scenariusz zrealizowany – Jacek Waliszewski
nagroda publiczności – Przemysław Truściński – Dywizjon 303

### 2000
Grand Prix – Krzysztof Gawronkiewicz i Dennis Wojda – Krzesło w piekle
1 nagroda – Jakub Rebelka i Benedykt Szneider – Oskar twój cień
2 nagroda – Jacek Frąś – bez tytułu
3 nagroda – Barnaba Majewski – Biała wstążka na starym dębie
wyróżnienie za czerń i biel – Jiří Grus – Rendez-Vous
wyróżnienie za kolor – Olaf Ciszak – Karsten Storosz. Epizod pierwszy
wyróżnienie za scenariusz – Dennis Wojda – Krzesło w piekle
Jury: Wojciech Birek (przewodniczący), Tomasz Leśniak, Tomasz Marciniak, Rafał Skarżycki, Tomasz Tomaszewski.

### 2001
Grand Prix – Krzysztof Ostrowski i Dennis Wojda – Pantofel panny Hofmokl
1 nagroda – Jiří Grus – Goin' down slow
2 nagroda – Sylwia Restecka – bez tytułu
3 nagroda – Adrian Madej – Parszywy dzień
wyróżnienie za kolor – Jacek Frąś – bez tytułu
wyróżnienie za czerń i biel – Michał Janusik – Ostatni komiks świata
wyróżnienie za scenariusz – Michał „Bizon” Lasota – Ławka
Jury: Wojciech Birek (sekretarz), Marcin Herman, Gabriel Kołat (przewodniczący), Krzysztof Skrzypczyk, Witold Tkaczyk, Tomasz Tomaszewski.

### 2002
Grand Prix – Sławomir Kiełbus – O tym, jak chłop baby szukał
1 nagroda – Jiří Grus – Epilog
2 nagroda – nie przyznano
3 nagroda – Michał Arkusiński – Noize
3 nagroda – Mateusz Skutnik – Meduza
wyróżnienie za czerń i biel- Milos Mazal – Spadek
wyróżnienie za scenariusz – Radosław Kleczyński – Kic w Stambule
wyróżnienie za kulturę plastyczną – Tomáš Kučerovský – Visitor
Jury: Wojciech Birek (przewodniczący), Gabriel Kołat, Jarosław Machała, Jerzy Szyłak, Tomasz Tomaszewski.

### 2003
Grand Prix – Jerzy Ozga (rys.) i Rafał Urbański (scen.) – Moja Ziemia Obiecana
1 nagroda – Krzysztof Gawronkiewicz (rys.) i Grzegorz Janusz (scen.) – Sen życia
2 nagroda – Sylwia Restecka (rys.) i Joanna Sanecka (scen.) – Sen, część 1
3 nagroda – Jakub Gruszczyński (rys.) i Jacek Waliszewski (scen.) – Piąty wymiar

### 2004
Grand Prix – Paweł Zych za pracę Życie to nie bajka (debiutant)
Profesjonaliści:
1 nagroda – Marek Zalibowski (rys.) i Leszek Sewastianowicz (scen.) – Super Psółka i żarłoczna paprotka
2 nagroda – Marek Lachowicz (scen. i rys.) i Tomasz Kuczma (kolor) – Grand Banda
3 nagroda – Sylwia Restecka (rys.) i Joanna Sanecka (scen.) – REM
Debiutanci:
1 nagroda – Łukasz Mieszkowski – Ursynowska specgrupa od rozwałki
2 nagroda – Mateusz Kołek (rys.) i Miłosz Sroka (scen.) – Życie kobiet
3 nagroda – Piotr Herla i Filip Fert – Animator

### 2005
Grand Prix – Jacek Krumholc za pracę pt. Trupa (profesjonalista)
Profesjonaliści:
1 nagroda – Tomasz Niewiadomski – A.D. 2119
2 nagroda – Andriej i Natalia Sniegiriowy – Kieszkin Goroskop
3 nagroda – Jacek Frąś – bez tytułu
Debiutanci:
1 nagroda – Bartosz Kosowski – Sky Blue
2 nagroda – Maciej Łazowski – Morderstwo w hotelu
3 nagroda – Łukasz Ryłko – Kara

### 2006
Grand Prix – Adrian Madej (grafika), Robert Olesiński, Paweł Marszałek (scenariusz) za pracę pt. Demokracja
Profesjonaliści:
1 nagroda – Daniel Grzeszkiewicz – Jaś i Małgosia
2 nagroda – Katarzyna Zalepa – Nie ma lekko
3 nagroda – Daniel Gizicki i Marek Lachowicz – bez tytułu
Debiutanci:
1 nagroda – Łukasz Ryłko – Opowieść Wigilijna
2 nagroda – Rafał Bąkowicz i Michał Lebioda – Puste niebo
3 nagroda – Marcin Frąckowiak – Przydarzenia

### 2007
Grand Prix – Jakub Woynarowski za pracę pt. Hikikomori
Profesjonaliści:
1 nagroda – Daniel Grzeszkiewicz – Dziwny sen Spielberga
2 nagroda – Jacek Frąś – Przygoda
3 nagroda – Antoni Serkowski – bez tytułu
Debiutanci:
1 nagroda – Jarek Balcerek i Michał Murwaski – Tytułu nie ma
2 nagroda – Maciej Wódz i Bartosz Sztybor – Niewolny
3 nagroda – Piotr Perłowski – Złota rybka

### 2008
Grand Prix – Jakub Matys za pracę pt. Espresso
Profesjonaliści:
1 nagroda – Tomasz Prokupek i Karel Jerie – Z Bogiem, ma miłości
2 nagroda – Kajetan Wykurz i Michał Lebioda – Fotoalbum
3 nagroda – Bartosz Sztybor, Piotr Nowacki i Sebastian Skrobol – Szóstego dnia
Debiutanci:
1 nagroda – Bartosz Sztybor i Karol Barski – Łańcuchy pokarmowe terenów zalesionych
2 nagroda – Sonia Oliveira – bez tytułu
3 nagroda – Filip Sułkowski – Pan Worek & Pan Kasztanek

### 2009
Grand Prix – Grzegorz Janusz (scenariusz) i Jacek Frąś (grafika) za pracę pt. Ostra Biel
1 nagroda – Bartosz Sztybor (scenariusz) i Andrij Tkalenko (grafika) za pracę pt. Beneath the Sky
2 nagroda – Bartłomiej Hass za pracę pt. Rytuał
3 nagroda – Bartosz Sztybor (scenariusz) i Sebastian Skrobol (grafika) za pracę pt. Fajerwerki
Równorzędne wyróżnienia:
Andrzej Łaski za pracę pt. Alternatywa 1863
Bartosz Sztybor (scenariusz) i Artur Sadłos (grafika) za pracę pt. Stella
Joanna Krótka za pracę pt. Jawa
Jury: Wojciech Birek (przewodniczący), Gabriel Kołat, Tomasz Pstrągowski, Paweł Timofiejuk, Witold Tkaczyk.

### 2010
Grand Prix – Branko Jenimek za pracę pt. Oskar Ed
1 nagroda – Maciej Jasiński (scenariusz) i Jakub Mathia (grafika) za pracę pt. Człowiek Kolejka
2 nagroda – Paweł Więcek (scenariusz) i Leszek Wicherek (grafika) za pracę pt. Restauracja
3 nagroda – Bartosz Sztybor (scenariusz) i Sebastian Skrobol (grafika) za pracę pt. Oby się nie powtórzył
Równorzędne wyróżnienia:
Tomasz Przybyszewski (scenariusz) i Martyna Kamińska (grafika) za pracę pt. Komórka
Rafał Szłapa za pracę pt. Punkt widzenia
Bartosz Sztybor (scenariusz) i Tomasz Zych (grafika) za pracę pt. Kryminał w siedmiu aktach
Jury: Wojciech Birek (przewodniczący), Michał Błażejczyk, Dominika Węcławek, Paweł Timofiejuk, Witold Tkaczyk.

### 2011
Grand Prix – Michał Narożniak (scenariusz) i Berenika Kołomycka (grafika) za pracę pt. O psie, który czuł się człowiekiem
1 nagroda – Andrij Tkalenko za pracę pt. Inevitability
2 nagroda – Dennis Wojda (scenariusz) i Sebastian Skrobol (grafika) za pracę pt. Island of hope
3 nagroda – Tomasz Kontny (scenariusz) i Marek Turek (grafika) za pracę pt. Kiedy domy śnią
Równorzędne wyróżnienia:
Dominik Szcześniak (scenariusz) i Krzysztof Małecki (grafika) za pracę pt. W samo południe
Michał Piechnik za pracę pt. Cisza
Paweł Marszałek (scenariusz) i Łukasz Samsonowicz (grafika) za pracę pt. Działo ogłupiania
Jury: Wojciech Birek (przewodniczący), Katarzyna Nowakowska, Adam Rusek, Paweł Timofiejuk, Witold Tkaczyk.

### 2012
Grand Prix – Paweł Piechnik (scenariusz i grafika) za pracę pt. Link
1 nagroda – Dennis Wojda (scenariusz) i Sebastian Skrobol (grafika) za pracę pt. Ghost Kids: the ribbon
2 nagroda – Robert Popielecki (scenariusz) i Marcin Podolec (grafika) za pracę pt. Pretekst
3 nagroda – Mateusz Wiśniewski (scenariusz) i Krystian Garstkowiak (grafika) za pracę pt. Borders of Reality
Równorzędne wyróżnienia:
Artur Chocholski (scenariusz) i Tomasz Kontny (grafika) za pracę pt. W kosmosie nikt nie usłyszy jak godosz
Jakub Syty (scenariusz) i Mikołaj Ratka (grafika) za pracę pt. Puzzle
Dennis Wojda (scenariusz – nie podano) i Krzysztof Gawronkiewicz (grafika) za pracę pt. Mikropolis. Terra incognita.
Jury: Wojciech Birek (przewodniczący), Jakub Demiańczuk, Jarosław Składanek, Aleksandra Spanowicz, Michał Śledziński.

### 2013
W roku 2013 konkurs w dotychczasowej formule został zamknięty. Zastąpiły go dwa konkursy tematyczne, organizowany wraz z Narodowym Bankiem Polskim w ramach programu edukacji ekonomicznej konkurs pod hasłem „Prawdy i mity o obrocie bezgotówkowym” oraz organizowany wraz z łódzkim Domem Literatury konkurs pod hasłem „Julian Tuwim”.

### 2014
W roku 2014 przywrócono pierwotną formę konkursu
Grand Prix – Roch Urbaniak (scenariusz i grafika) za pracę pt. Papiernik
1 nagroda – Mateusz Wiśniewski (scenariusz) i Leszek Wicherek (grafika) za pracę pt. Shortseeing
2 nagroda – Krystiana Żelazo (scenariusz i grafika) za pracę pt. Inversja
3 nagroda – Dennis Wojda (scenariusz) i Sebastian Skrobol (grafika) za pracę pt. Ghost Kids – The Mask
Równorzędne wyróżnienia:
Daniel Gizicki (scenariusz) i Grzegorz Pawlak (grafika) za pracę pt. Postapo: nasze miejsce na ziemi
Kamila Kozłowska (scenariusz i grafika) za pracę pt. Czarny bez
Paweł Piechnik (scenariusz i grafika) za pracę pt. Kat i ofiara
Sławomir Fedorczuk (scenariusz i grafika) za pracę pt. Baba Jaga, jej kot i Brzydkolicy
Antoni Serkowski (scenariusz i grafika) za pracę pt. Medyk
Jury: Wojciech Birek (przewodniczący), Marzena Sowa, Jacek Gdaniec, Karol Kalinowski, Rafał Skarżycki.

### 2015[8]
Grand Prix – Michał Rzecznik i Daniel Gutowski za pracę Mój tata ma raka
1 nagroda – Tomasz Kontny i Artur Chochowskio za pracę Końca nie widać
2 nagroda – Piotr Szulc i Jakub Babczyński za pracę Charlie Cudak
3 nagroda – Wojciech Szot i Barbara Okrasa za pracę Krzątactwo
Równorzędne wyróżnienia:
Roch Urbaniak za pracę Nataradża
Mariusz Pitura i Natalia Gościniak za pracę Repozytorium. Niech żyją wynalazcy
Jan Mazur i Daniel Chmielewski za pracę Contra entropiae

### 2016[9]
Grand Prix – Bartosz Sztybor (scenariusz) i Bartek Glaza (grafika) za pracę pt. Coś pękło
1 nagroda – Tomasz Kontny (scenariusz.) i Michał Gowarzewski (grafika) za pracę pt. Za późno
2 nagroda – Mateusz Wiśniewski (scenariusz) i Benjamin Bauchau (grafika) za pracę pt. Garbage in, garbage out
3 nagroda – Roch Urbaniak (scenariusz i grafika) za pracę pt. Sedna
Równorzędne wyróżnienia:
Mateusz Wiśniewski (scenariusz), Piotr Nowacki (grafika) i Łukasz Mazur (kolor) za pracę pt. „Beksa”
Mikołaj Ratka (scenariusz i grafika) za pracę pt. Huehuetlahtolli – opowieści starców
Branko Jelinek (scenariusz i grafika) za pracę pt. Oskar Ed
Jury: Artur Wabik (przewodniczący), Berenika Kołomycka, Wojciech Birek, Tomáš Prokůpek, Michał Rzecznik.

### 2017[10]
Grand Prix – Piotr Szulc (scenariusz) i Kamila Kozłowska (grafika) za pracę pt. Król
1 nagroda – Tomasz Kontny (scenariusz) i Leszek Wicherek (grafika) za pracę pt. Muzeum mnie
2 nagroda – Yann-William Bernard (scenariusz i grafika)  za pracę pt. Holy Days
3 nagroda – Łukasz Piotrkowicz (scenariusz) i Krzysztof Budziejewski (grafika) za pracę pt. Sen Hieronima B.
Równorzędne wyróżnienia:
Krzysztof Dzikiewicz (scenariusz) i Katarzyna Urbaniak (grafika) za pracę pt. Krok po kroku
Marcin Podolec (scenariusz i grafika) za pracę pt. Instynkty
Tomasz Kontny (scenariusz) i Mikołaj Ratka (grafika) za pracę pt. Winda
Jury: Artur Wabik (przewodniczący), Unka Odya, Wojciech Birek, Tomáš Prokůpek, Marek Turek

### 2018[11]
Grand Prix – Bartosz Sztybor (scenariusz) i Henryk Glaza (grafika) za pracę pt. Nos
1 nagroda – Stipan Tadic (adaptacja tekstu Andrija Škare, grafika) za pracę pt. Goalkeeper
2 nagroda – Tomasz Kontny (scenariusz) i Agata Wawryniuk (grafika)  za pracę pt. Rozmowa
3 nagroda – Paweł Garwol (scenariusz i grafika) za pracę pt. Kino
Równorzędne wyróżnienia:
Bartosz Sztybor (scenariusz) i Minjung Kang (grafika) za pracę pt. There’s no sweetness in chilli
Mateusz Wiśniewski (scenariusz) i Piotr Nowacki (grafika) za pracę pt. Cykor
Kacper Kwiatkowski (scenariusz) i Piotr Leszczyński (grafika) za pracę pt. Good times
Jury: Dominika Węcławek, Karol Konwerski, Jarosław Machała, Jakub Oleksak, Marcin Kamiński, Maciej Pałka i Piotr Kasiński

### 2019[12]
Grand Prix – Bartosz Nowicki (scenariusz) i Łukasz Pawlak (grafika) za pracę Człowiek Żelazny
1 nagroda – Natalia Legutko (scenariusz i grafika) za pracę pt. Basen
2 nagroda – Mateusz Wiśniewski (scenariusz), Fran P. Lobato (grafika) za pracę pt. Brzytwa
3 nagroda – Mateusz Wiśniewski (scenariusz), Piotr Nowacki (grafika) za pracę pt. Apłam
Równorzędne wyróżnienia:
Dawid Longa (scenariusz i grafika) za pracę pt. Ale tato!
Tomasz Kontny (scenariusz), Leszek Kassijan-Wicherek (grafika) za pracę Samochody
Jan Janowski (scenariusz i grafika) za pracę pt. Początek

### 2020[13]
Grand Prix – Tom Dearie (scenariusz i grafika) za pracę F is for Fire
1 nagroda – Karolina Gruca (scenariusz), Michał Romański (grafika) za pracę Saturn
2 nagroda – Roman Gajewski (scenariusz i grafika) za pracę Płetfall
3 nagroda – Tomasz Kontny (scenariusz), Agata Wawryniuk (grafika) za pracę Legendy późnego kapitalizmu
Równorzędne wyróżnienia:
wyróżnienie – Marcin Burbo (scenariusz i grafika) za pracę Pojedynek
wyróżnienie – Piotr Szulc (scenariusz), Ewa Ciałowicz (grafika) za pracę Beznadziejny
wyróżnienie – Piotr Szulc (scenariusz), Oktawia Ogniew (grafika) za pracę Nic złego

### 2021[14]
Grand Prix – Paweł Garwol (scen. i rys.), Romantica
1 nagroda – Ana Ben (scen. i rys.), Home
2 nagroda – Anna Karolina Kaczmarczyk (scen. i rys.), Pędy
3 nagroda – Piotr Szulc (scen.) i Katarzyna Borkowska (rys.), Wrzask
Równorzędne wyróżnienia:
wyróżnienie – Maciej Wódz (scen. i rys.), Upgrade
wyróżnienie – Wiktor Talaga (scen.) i Antoni Kuźniarz (rys.), Ręce dziadka
wyróżnienie – Edo Brenes (scen. i rys.), Garçon
Jury: Marta Falkowska, Agnieszka Świętek, Wojciech Birek, Maciej Kur i Krzysztof Tkaczyk.

## Konkurs na projekt publikacji komiksowej
Konkurs na projekt publikacji komiksowej zastąpił w 2022 roku Międzynarodowy konkurs na krótką formę komiksową. Jury spośród nadesłanych prac wybiera czworo laureatów (Grand Prix i trzy nagrody), którzy otrzymują możliwość nawiązania współpracy z organizatorem w celu wydania pełnometrażowego albumu komiksowego.

### 2022[16]
Grand Prix – Katarzyna Witerscheim (scen. i rys.), Heksa
I miejsce – Łukasz Pawlak (scen. i rys.), Niezwykły Jan Paweł
II miejsce – Unka Odya (scen. i rys.), Brom 2.5 / Brom XXX
III miejsce – Piotr Szulc (scen.) i Jakub Babczyński (rys.), Gdy już trafimy na nasze wyspy
Jury: Anna Krztoń (przewodnicząca), Wojciech Birek, Rafał Skarżycki, Rafał Szłapa i Kamil Śmiałkowski.

### 2023[17]
Grand Prix – Katarzyna Klas, Botanica
I miejsce – Marta Staciwy, Jaka piękna jest Odessa
II miejsce – Barbara Okrasa, Zgierzę
III miejsce – Anna Jarocka, Kobro
Jury: Katarzyna Witerscheim (zdobywczyni Grand Prix pierwszej edycji), Katarzyna Kamieniarz, Wojciech Birek, Maciej Jasiński i Tomasz Tomaszewski.

### 2024[18]
Grand Prix – Aleksandra Bylica, Maria Sibylla Merian. Kobieta i jej motyle
I miejsce – Cecylia Jarnutowska, Mój drogi przyjaciel, Antoni
II miejsce – Aleksandra Chabros, Twój dom
III miejsce – Stanisława Pająk, Włosy w wodzie

## Konkurs na najlepszy polski album
Laureaci:
- 2002 – Krzysztof Gawronkiewicz i Dennis Wojda, Mikropolis (wyd. Mandragora)
- 2003 – nagrody nie przyznano
- 2004 – Krzysztof Gawronkiewicz (rys.) i Krystian Rosiński, Achtung Zelig. Druga wojna (wyd. Zin Zin Press/Kultura Gniewu)
- 2005 – Krzysztof Gawronkiewicz (rys.) i Grzegorz Janusz (scen.), Przebiegłe dochodzenie Ottona i Watsona tom 1: Esencja (wyd. Mandragora)
- 2006 – Karol Konwerski (scen.) i Mateusz Skutnik (scen. i rys.), Blaki (wyd. Timof)
- 2007 – Michał Śledziński, Na szybko spisane. 1980 – 1990 (wyd. Kultura Gniewu)
- 2008 – Tobiasz Piątkowski, Krzysztof Janicz, Janusz Wyrzykowski, Pierwsza Brygada: Warszawski pacjent (wyd. Kultura Gniewu)
- 2009 – Tomasz Leśniak i Rafał Skarżycki, Jeż Jerzy: In vitro – reedycja (wyd. Egmont Polska)
- 2010 – Karol KRL Kalinowski, Łauma (wyd. Kultura Gniewu)
- 2011 – Robert Sienicki i Łukasz Okólski, Scientia Occulta (wyd. Mroja Press)
- 2012 – Grzegorz Janusz i Marcin Podolec, Czasem (wyd. Kultura Gniewu)
- 2013 – Agata Wawryniuk, Rozmówki polsko-angielskie (wyd. Kultura Gniewu)
- 2014 – Łukasz Mazur, Opowieści niestworzone #1: Planeta uciętych kończyn (wyd. ATY)
- 2015 – Kajetan Kusina i Michał Ambrzykowski, Niesłychane losy Ivana Kotowicza – tom 1 (wyd. Kultura Gniewu)
- 2016 – Jacek Świdziński, Wielka ucieczka z ogródków działkowych (wyd. Kultura Gniewu)
- 2017 – Krzysztof „Prosiak” Owedyk, Będziesz smażyć się w piekle (wyd. Kultura Gniewu)
- 2018 – Agnieszka Świętek, Obiecanki (wyd. Kultura Gniewu)
- 2019 – Unka Odya, Brom (wyd. Wydawnictwo 23)
- 2020 – Maria Rostocka, Koniec lipca (wyd. Kultura Gniewu)
- 2021 – Krzysztof „Prosiak” Owedyk, Oszołomiające Bajki Urłałckie (wyd. Kultura Gniewu)
- 2022 – dwa komiksy nagrodzone ex aequo:
  - Tomasz Spell Grządziela, Zasada Trójek (wyd. Kultura Gniewu)
  - Tomasz Kontny, Marek Turek (scen.), Krzysztof Budziejewski i Wojciech Stefaniec (rys.), Wydział 7 (seria wydawana przez Ongrys)
- 2023 – Jacek Świdziński, Festiwal (wyd. Kultura Gniewu)
- 2024 – Jacek Frąś, Astronom (wyd. Wilk Stepowy)

## Nagroda Organizatorów dla Najlepszych Polskich Wydawców
Laureaci:
- 2001 – Egmont Polska
- 2002 – Egmont Polska
- 2003 – nagrody nie przyznano
- 2004 – Post
- 2005 – Mandragora
- 2006 – Mandragora
- 2007 – Timof i cisi wspólnicy
- 2008 – Egmont Polska
- 2009 – Kultura Gniewu
- 2010 – Ongrys
- 2011 – Pro-Arte
- 2012 – Centrala
- 2013 – Kultura Gniewu
- 2014 – Taurus Media
- 2015 – Egmont Polska
- 2016 – Wydawnictwo Komiksowe
- 2017 – Egmont Polska
- 2018 – Non Stop Comics
- 2019 – Timof Comics
- 2020 – Wydawnictwo Marginesy
- 2021 – Kultura Gniewu
- 2022 – Egmont Polska[16]
- 2023 – Mucha Comics[17]
- 2024 – Ongrys

## Nagroda im. Papcia Chmiela (doktorat humoris causa)
Nagroda przyznawana przez organizatorów festiwalu za wybitne zasługi dla polskiego komiksu. Laureat otrzymuje medal zaprojektowany przez Henryka Chmielewskiego.
Laureaci:
- 2000 – Wojciech Birek
- 2001 – Witold Tkaczyk
- 2002 – Jerzy Szyłak
- 2003 – Emilia Kabulak
- 2004 – Andrzej Sobieraj
- 2005 – Krzysztof Teodor Toeplitz
- 2006 – Maciej Parowski
- 2007 – Adam Rusek
- 2008 – Tomasz Kołodziejczak
- 2009 – Łódzki Dom Kultury
- 2010 – Marek Misiora
- 2011 – Jarosław „Obważanek” Machała
- 2012 – magazyn „Fantastyka”/„Nowa Fantastyka”
- 2013 – Jarosław Składanek
- 2014 – Narodowe Centrum Kultury
- 2015 – Tomasz Marciniak
- 2016 – Michał „Śledziu” Śledziński
- 2017 – blog „Na Plasterki!!!”
- 2018 – Wojciech Jama
- 2019 – Grzegorz Rosiński
- 2020 – Fil Wiśniowski
- 2021 – Sylwia Kaźmierczak
- 2022 – Fundacja Kreska im. Janusza Christy
- 2023 – Bartosz Kurc[17]
- 2024 – Danuta Waga i Robert Waga

## Nagroda translatorska im. Sophie Castille
W 2023 roku utworzono międzynarodową nagrodę za najlepsze tłumaczenie komiksu. Zrzesza ona oprócz Polski pięć innych krajów: Wielką Brytanię, Grecję, Słowację i Hiszpanię. W każdym z tych państw lokalna organizacja organizuje konkurs.
Polscy laureaci:
- 2024 – Paweł Łapiński za tłumaczenie z j. francuskiego komiksu Terapia grupowa Manu Larceneta (Wydawnictwo Mandioca)